# Mari volage
Mari volage (Frequent Flyer) est un téléfilm américain réalisé par Alan Metzger et diffusé en 1996.

## Synopsis
C'est une plaisante comédie, ayant pour thème la vie privée d'un pilote de ligne polygame. La parenté est évidente avec Boeing Boeing, qui nous avait montré un vil séducteur fiancé à trois hôtesses de l'air. Mais là, c'est un vil séducteur commandant de bord, qui mène une triple vie.

## Fiche technique
- Titre original : Frequent Flyer
- Titre français : Mari volage
- Réalisation : Alan Metzger
- Scénario : D. Victor Hawkins et Tom Nelson
- Diffusion : 1996
- Durée : 92 min
- Pays :  États-Unis

## Distribution
- Jack Wagner : Nick Rawlings
- Shelley Hack : JoBeth Rawlings
- Nicole Eggert : Miriam Rawlings
- Joan Severance : Alison Rawlings
- Elizabeth Ruscio : Pat Kelsey
- Kalen Mills : Eric
- Mark Nutter : Mitch Burns
- Dennis Letts : Mickey Braddock
- Garrett Schenck : Bill Wells
- J.B. Edwards : Harmon Jacobson
- Michael Halsey : Voiturier
- Vernon Grute : Conducteur de la fourrière
- Jonathan Brent : Réceptionniste
- Doug Jackson : Joaillier
- Pam Dougherty : Directrice de la banque
- Tyrees Allen : Courtier
- Greta Muller : Shirley
- Jenni Tooley : Sally
- Darryl Cox : Prédicateur
- Tamara Hext : Mary Ann Chambers
- John S. Davies : Chirurgien
- Lee Stansberry : Médecin résident
- Michaela Sampite : Infirmière
- Michael Bendall : Client
- Karl J. Morris : Agent de contrôle